# Bahtînok, Murovani Kurîlivți
Bahtînok (în ucraineană Бахтинок) este un sat în comuna Bahtîn din raionul Murovani Kurîlivți, regiunea Vinnița, Ucraina.

## Demografie
Componența lingvistică a localității Bahtînok
     Ucraineană (99,3%)
     Alte limbi (0,7%)
Conform recensământului din 2001, majoritatea populației localității Bahtînok era vorbitoare de ucraineană (99,3%), existând în minoritate și vorbitori de alte limbi.